# Nyø
Nyø (islandsk: Nýey) blev dannet i 1783 i et undersøisk vulkanudbrud sydvest for Reykjaneshalvøen i Island. Et år senere øen var væk.
63°35′01″N 23°30′00″V / 63.58357°N 23.50007°V